# Gran Premio motociclistico della Comunità Valenciana 2022
Il Gran Premio motociclistico della Comunità Valenciana 2022 è stato la ventesima ed ultima prova del motomondiale del 2022. Le vittorie nelle tre classi sono andate a: Álex Rins in MotoGP, Pedro Acosta in Moto2 e Izan Guevara in Moto3.
Già assegnato il titolo della classe Moto3 a Izan Guevara, gli ultimi due titoli rimasti vengono vinti da Augusto Fernández per la Moto2 e da Francesco Bagnaia per la MotoGP.

## MotoGP

### Arrivati al traguardo
| Pos. | Nº | Pilota                | Squadra                     | Motocicletta       | Giri | Tempo     | Griglia | Punti |
| ---- | -- | --------------------- | --------------------------- | ------------------ | ---- | --------- | ------- | ----- |
| 1º   | 42 | Álex Rins             | Suzuki Ecstar               | Suzuki GSX-RR      | 27   | 41'22.250 | 5º      | 25    |
| 2º   | 33 | Brad Binder           | Red Bull KTM Factory Racing | KTM RC16           | 27   | +0.396    | 7º      | 20    |
| 3º   | 89 | Jorge Martín          | Prima Pramac Racing         | Ducati Desmosedici | 27   | +1.059    | 1º      | 16    |
| 4º   | 20 | Fabio Quartararo      | Monster Energy Yamaha       | Yamaha YZR-M1      | 27   | +1.911    | 4º      | 13    |
| 5º   | 88 | Miguel Oliveira       | Red Bull KTM Factory Racing | KTM RC16           | 27   | +7.122    | 14º     | 11    |
| 6º   | 36 | Joan Mir              | Suzuki Ecstar               | Suzuki GSX-RR      | 27   | +7.735    | 12º     | 10    |
| 7º   | 10 | Luca Marini           | Mooney VR46 Racing          | Ducati Desmosedici | 27   | +8.524    | 11º     | 9     |
| 8º   | 23 | Enea Bastianini       | Gresini Racing              | Ducati Desmosedici | 27   | +12.038   | 13º     | 8     |
| 9º   | 63 | Francesco Bagnaia     | Ducati Lenovo               | Ducati Desmosedici | 27   | +14.441   | 8º      | 7     |
| 10º  | 21 | Franco Morbidelli     | Monster Energy Yamaha       | Yamaha YZR-M1      | 27   | +14.676   | 16º     | 6     |
| 11º  | 72 | Marco Bezzecchi       | Mooney VR46 Racing          | Ducati Desmosedici | 27   | +17.655   | 18º     | 5     |
| 12º  | 25 | Raúl Fernández        | Tech3 KTM Factory Racing    | KTM RC16           | 27   | +24.870   | 22º     | 4     |
| 13º  | 87 | Remy Gardner          | Tech3 KTM Factory Racing    | KTM RC16           | 27   | +26.546   | 20º     | 3     |
| 14º  | 30 | Takaaki Nakagami      | LCR Honda Idemitsu          | Honda RC213V       | 27   | +26.610   | 24º     | 2     |
| 15º  | 49 | Fabio Di Giannantonio | Gresini Racing              | Ducati Desmosedici | 27   | +31.819   | 19º     | 1     |
| 16º  | 35 | Cal Crutchlow         | WithU Yamaha RNF            | Yamaha YZR-M1      | 27   | +1'28.870 | 17º     |       |
| 17º  | 73 | Álex Márquez          | LCR Honda Castrol           | Honda RC213V       | 26   | +1 giro   | 15º     |       |

### Ritirati
| Nº | Pilota           | Squadra             | Motocicletta       | Giri | Griglia |
| -- | ---------------- | ------------------- | ------------------ | ---- | ------- |
| 43 | Jack Miller      | Ducati Lenovo       | Ducati Desmosedici | 22   | 3º      |
| 5  | Johann Zarco     | Prima Pramac Racing | Ducati Desmosedici | 15   | 9º      |
| 12 | Maverick Viñales | Aprilia Racing      | Aprilia RS-GP      | 15   | 6º      |
| 93 | Marc Márquez     | Repsol Honda        | Honda RC213V       | 9    | 2º      |
| 44 | Pol Espargaró    | Repsol Honda        | Honda RC213V       | 4    | 21º     |
| 40 | Darryn Binder    | WithU Yamaha RNF    | Yamaha YZR-M1      | 4    | 23º     |
| 41 | Aleix Espargaró  | Aprilia Racing      | Aprilia RS-GP      | 3    | 10º     |

## Moto2

### Arrivati al traguardo
| Pos. | Nº | Pilota                  | Squadra                  | Motocicletta | Giri | Tempo     | Griglia | Punti |
| ---- | -- | ----------------------- | ------------------------ | ------------ | ---- | --------- | ------- | ----- |
| 1º   | 51 | Pedro Acosta            | Red Bull KTM Ajo         | Kalex        | 25   | 39'52.413 | 2º      | 25    |
| 2º   | 37 | Augusto Fernández       | Red Bull KTM Ajo         | Kalex        | 25   | +1.232    | 3º      | 20    |
| 3º   | 14 | Tony Arbolino           | Elf Marc VDS Racing      | Kalex        | 25   | +10.163   | 4º      | 16    |
| 4º   | 54 | Fermín Aldeguer         | Beta Tools Speed Up      | Boscoscuro   | 25   | +14.407   | 8º      | 13    |
| 5º   | 75 | Albert Arenas           | Inde GasGas Aspar        | Kalex        | 25   | +18.904   | 11º     | 11    |
| 6º   | 18 | Manuel González         | Yamaha VR46 Master Camp  | Kalex        | 25   | +20.554   | 14º     | 10    |
| 7º   | 96 | Jake Dixon              | Inde GasGas Aspar        | Kalex        | 25   | +21.244   | 15º     | 9     |
| 8º   | 52 | Jeremy Alcoba           | Liqui Moly Intact GP     | Kalex        | 25   | +25.868   | 18º     | 8     |
| 9º   | 8  | Senna Agius             | Elf Marc VDS Racing      | Kalex        | 25   | +33.763   | 19º     | 7     |
| 10º  | 23 | Marcel Schrötter        | Liqui Moly Intact GP     | Kalex        | 25   | +35.117   | 22º     | 6     |
| 11º  | 64 | Bo Bendsneyder          | Pertamina Mandalika SAG  | Kalex        | 25   | +35.598   | 20º     | 5     |
| 12º  | 72 | Borja Gómez             | Flexbox HP40             | Kalex        | 25   | +36.336   | 21º     | 4     |
| 13º  | 12 | Filip Salač             | Gresini Racing           | Kalex        | 25   | +38.942   | 16º     | 3     |
| 14º  | 19 | Lorenzo Dalla Porta     | Italtrans Racing         | Kalex        | 25   | +41.710   | 10º     | 2     |
| 15º  | 16 | Joe Roberts             | Italtrans Racing         | Kalex        | 25   | +45.238   | 6º      | 1     |
| 16º  | 61 | Alessandro Zaccone      | Gresini Racing           | Kalex        | 25   | +51.827   | 23º     |       |
| 17º  | 81 | Keminth Kubo            | Yamaha VR46 Master Camp  | Kalex        | 25   | +52.884   | 28º     |       |
| 18º  | 4  | Sean Dylan Kelly        | American Racing          | Kalex        | 25   | +53.109   | 27º     |       |
| 19º  | 17 | Alex Escrig             | MV Agusta Forward Racing | MV Agusta F2 | 25   | +55.179   | 24º     |       |
| 20º  | 42 | Marcos Ramírez          | MV Agusta Forward Racing | MV Agusta F2 | 25   | +55.627   | 29º     |       |
| 21º  | 84 | Zonta van den Goorbergh | RW Racing GP             | Kalex        | 25   | +1'03.904 | 30º     |       |
| 22º  | 29 | Taiga Hada              | Pertamina Mandalika SAG  | Kalex        | 23   | +2 giri   | 25º     |       |

### Ritirati
| Nº | Pilota            | Squadra                  | Motocicletta | Giri | Griglia |
| -- | ----------------- | ------------------------ | ------------ | ---- | ------- |
| 40 | Arón Canet        | Flexbox HP40             | Kalex        | 19   | 7º      |
| 11 | Mattia Pasini     | RW Racing GP             | Kalex        | 18   | 17º     |
| 35 | Somkiat Chantra   | Idemitsu Honda Team Asia | Kalex        | 14   | 12º     |
| 28 | Niccolò Antonelli | Mooney VR46 Racing       | Kalex        | 14   | 31º     |
| 79 | Ai Ogura          | Idemitsu Honda Team Asia | Kalex        | 7    | 5º      |
| 13 | Celestino Vietti  | Mooney VR46 Racing       | Kalex        | 7    | 9º      |
| 6  | Cameron Beaubier  | American Racing          | Kalex        | 5    | 13º     |
| 21 | Alonso López      | Beta Tools Speed Up      | Boscoscuro   | 3    | 1º      |
| 24 | Simone Corsi      | MV Agusta Forward Racing | MV Agusta F2 | 0    | 26º     |

## Moto3

### Arrivati al traguardo
| Pos. | Nº | Pilota               | Squadra                        | Motocicletta  | Giri | Tempo     | Griglia | Punti |
| ---- | -- | -------------------- | ------------------------------ | ------------- | ---- | --------- | ------- | ----- |
| 1º   | 28 | Izan Guevara         | Valresa GasGas Aspar           | Gas Gas       | 23   | 38'10.406 | 1º      | 25    |
| 2º   | 53 | Deniz Öncü           | Red Bull KTM Tech3             | KTM RC 250 GP | 23   | +0.062    | 2º      | 20    |
| 3º   | 11 | Sergio García        | Valresa GasGas Aspar           | Gas Gas       | 23   | +6.557    | 3º      | 16    |
| 4º   | 7  | Dennis Foggia        | Leopard Racing                 | Honda NSF250R | 23   | +14.133   | 7º      | 13    |
| 5º   | 71 | Ayumu Sasaki         | Sterilgarda Husqvarna Max      | Husqvarna     | 23   | +14.574   | 5º      | 11    |
| 6º   | 31 | Adrián Fernández     | Red Bull KTM Tech3             | KTM RC 250 GP | 23   | +14.676   | 24º     | 10    |
| 7º   | 44 | David Muñoz          | BOE Motorsports                | KTM RC 250 GP | 23   | +14.889   | 13º     | 9     |
| 8º   | 10 | Diogo Moreira        | MT Helmets - MSI               | KTM RC 250 GP | 23   | +15.048   | 4º      | 8     |
| 9º   | 6  | Ryusei Yamanaka      | MT Helmets - MSI               | KTM RC 250 GP | 23   | +15.288   | 9º      | 7     |
| 10º  | 96 | Daniel Holgado       | Red Bull KTM Ajo               | KTM RC 250 GP | 23   | +15.440   | 14º     | 6     |
| 11º  | 17 | John McPhee          | Sterilgarda Husqvarna Max      | Husqvarna     | 23   | +15.533   | 10º     | 5     |
| 12º  | 48 | Iván Ortolá          | Angeluss MTA                   | KTM RC 250 GP | 23   | +15.618   | 6º      | 4     |
| 13º  | 99 | Carlos Tatay         | CFMoto Racing PrüstelGP        | CFMoto        | 23   | +15.777   | 16º     | 3     |
| 14º  | 24 | Tatsuki Suzuki       | Leopard Racing                 | Honda NSF250R | 23   | +28.493   | 8º      | 2     |
| 15º  | 16 | Andrea Migno         | Rivacold Snipers               | Honda NSF250R | 23   | +28.503   | 23º     | 1     |
| 16º  | 9  | Nicola Fabio Carraro | QJMotor Avintia Racing         | KTM RC 250 GP | 23   | +28.545   | 17º     |       |
| 17º  | 23 | Elia Bartolini       | QJMotor Avintia Racing         | KTM RC 250 GP | 23   | +28.818   | 20º     |       |
| 18º  | 38 | David Salvador       | Angeluss MTA                   | KTM RC 250 GP | 23   | +29.160   | 12º     |       |
| 19º  | 77 | Filippo Farioli      | GasGas Aspar                   | Gas Gas       | 23   | +29.402   | 19º     |       |
| 20º  | 20 | Lorenzo Fellon       | SIC58 Squadra Corse            | Honda NSF250R | 23   | +29.454   | 22º     |       |
| 21º  | 66 | Joel Kelso           | CIP Green Power                | KTM RC 250 GP | 23   | +31.915   | 18º     |       |
| 22º  | 5  | Jaume Masiá          | Red Bull KTM Ajo               | KTM RC 250 GP | 23   | +36.482   | 31º     |       |
| 23º  | 43 | Xavier Artigas       | CFMoto Racing PrüstelGP        | CFMoto        | 23   | +36.526   | 15º     |       |
| 24º  | 27 | Kaito Toba           | CIP Green Power                | KTM RC 250 GP | 23   | +36.751   | 32º     |       |
| 25º  | 95 | David Almansa        | Finetwork Team BOE Motorsports | KTM RC 250 GP | 23   | +42.091   | 21º     |       |
| 26º  | 70 | Joshua Whatley       | VisionTrack Racing             | Honda NSF250R | 23   | +50.015   | 29º     |       |
| 27º  | 64 | Mario Aji            | Honda Team Asia                | Honda NSF250R | 23   | +50.156   | 28º     |       |
| 28º  | 22 | Ana Carrasco         | BOE Motorsports                | KTM RC 250 GP | 23   | +57.280   | 30º     |       |
| 29º  | 67 | Alberto Surra        | Rivacold Snipers               | Honda NSF250R | 23   | +57.360   | 26º     |       |

### Ritirati
| Nº | Pilota         | Squadra             | Motocicletta  | Giri | Griglia |
| -- | -------------- | ------------------- | ------------- | ---- | ------- |
| 19 | Scott Ogden    | VisionTrack Racing  | Honda NSF250R | 15   | 25º     |
| 72 | Taiyo Furusato | Honda Team Asia     | Honda NSF250R | 14   | 27º     |
| 54 | Riccardo Rossi | SIC58 Squadra Corse | Honda NSF250R | 8    | 11º     |